# Revisionismo historiográfico sobre el Risorgimento
El Revisionismo historiográfico sobre el Risorgimento (en italiano, Revisionismo storiografico sul Risorgimento italiano) es una corriente metodológica que trata de aportar elementos de apoyo a tesis según las cuales la historiografía ha estado, y aún está, sujeta a las deformaciones culturales de aquellos que escriben la historia desde el punto de vista del vencedor. Algunos exponentes de un revisionismo más radical, acusan a la historiografía académica de no tener en cuenta la perspectiva de los vencidos. Los hechos debatidos por el revisionismo sobre el Risorgimento, tratan sustancialmente sobre la interpretación de los eventos acaecidos en Italia desde los motines del 1848 hasta la unificación nacional de 1861, así como sobre sus consecuencias inmediatas.
La historiografía revisionista tiende a evaluar de manera negativa a los personajes claves de la unificación italiana, particularmente a Camillo Benso di Cavour, Giuseppe Garibaldi y Víctor Manuel II, sosteniendo que el Risorgimento fue en realidad una verdadera obra de colonialismo, seguida por una política de conquista centralizadora por la cual la Italia meridional habría caído en un estado de atraso manifiesto, entendiéndose de tal modo en la llamada cuestión meridional. Para definir la política centralizadora del nuevo estado unitario se ha creado el término piamontización.

### Italian
- Dal Fabbro, Isabella. Il contro Risorgimento: gli italiani al servizio imperiale: i lombardi, i veneti e i friulani nell'Imperial Regia Armata dal 1814 al 1866. Undine, Gaspari editore, 2010, ISBN 9788875411077
- Guerra, Nicola. Le due anime del processo di unificazione nazionale: Risorgimento e Controrisorgimento. La necessità di un nuovo approccio di ricerca ancora disatteso. Pesaro, Chronica Mundi, October 2011, ISSN 2239-7515
- Guerra, Nicola. Controrisorgimento. Il movimento filoestense apuano e lunigianese. Massa, Eclettica edizioni, 2009, ISBN 9788890416804

- Datos: Q1631758